# Tróitskoie (Oriol)
|  | Per a altres significats, vegeu «Tróitskoie». |

Tróitskoie (en rus: Троицкое) és un poble de l'óblast d'Oriol, a Rússia, segons el cens del 2010 tenia 405 habitants. Pertany al districte municipal de Verkhóvie.